# Deparia minamitanii
Deparia minamitanii är en majbräkenväxtart som beskrevs av Shunsuke Serizawa.
Deparia minamitanii ingår i släktet Deparia och familjen Athyriaceae. Inga underarter finns listade i Catalogue of Life.